# Jušići (Trebinje)
Pour les articles homonymes, voir Jušići et Jusići.
Jušići (en serbe cyrillique : Јушићи) est un village de Bosnie-Herzégovine. Il est situé sur le territoire de la ville de Trebinje et dans la république serbe de Bosnie. Selon les premiers résultats du recensement bosnien de 2013, il ne compte plus aucun habitant.

## Géographie
Le village est entouré par les localités suivantes :
|           | Staro Slano    |         |
| Petrovići | Jušići         | Mionići |
|           | Cerovac Taleža |         |

## Démographie

### Évolution historique de la population dans la localité
| 1948 | 1953 | 1961 | 1971 | 1981 | 1991 | 2013 |
| ---- | ---- | ---- | ---- | ---- | ---- | ---- |
| -    | -    | 15   | 8    | 6    | 5    | 0    |

|  |

### Répartition de la population par nationalités (1991)
En 1991, les 5 habitants du village étaient tous serbes.